# Astrocaryum standleyanum
Espèce
Astrocaryum standleyanum est une espèce de palmiers à feuilles pennées.

## Répartition et habitat

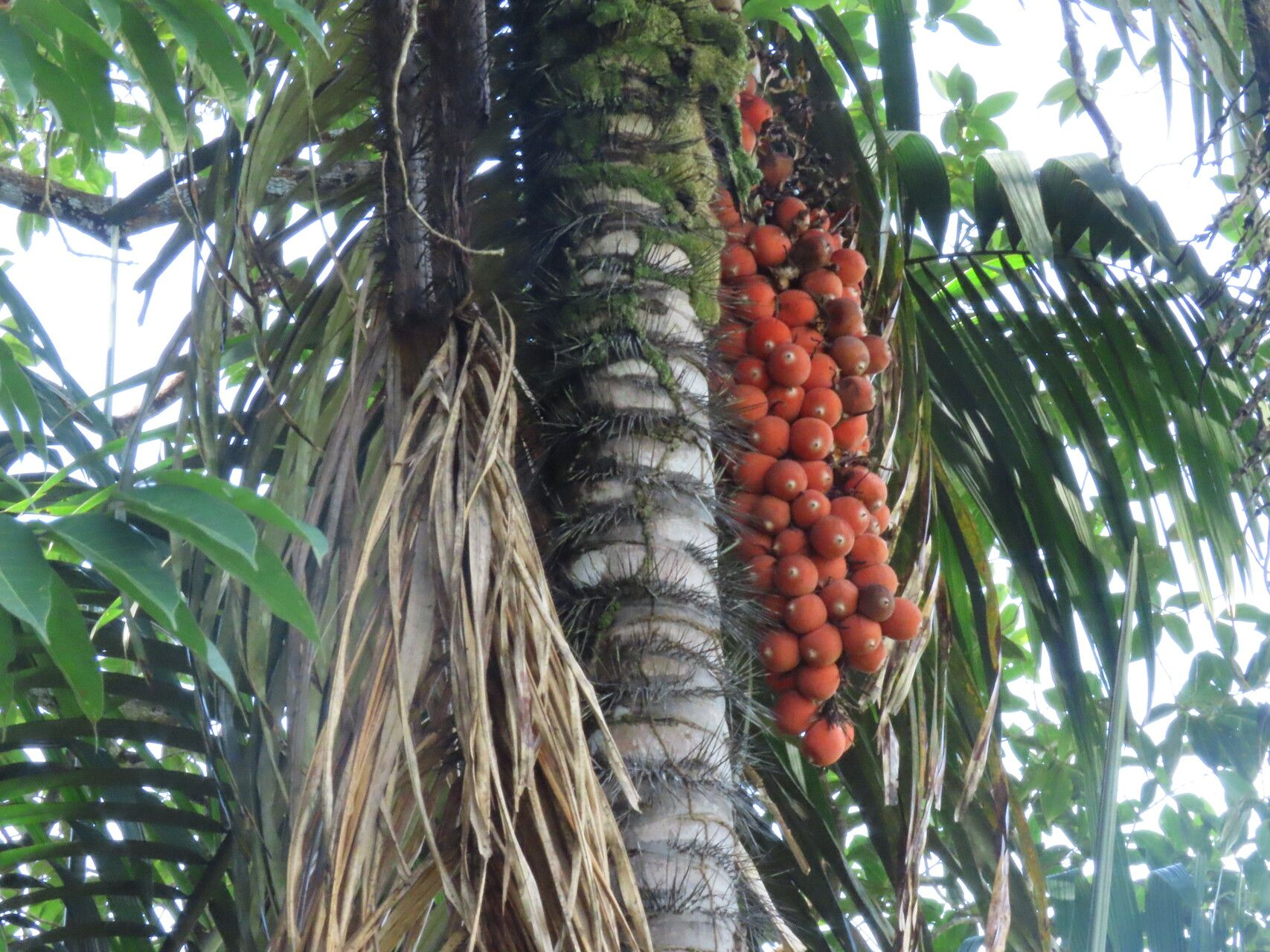
Fruits.

## Liste des variétés
Selon World Checklist of Selected Plant Families (WCSP) (29 décembre 2013) :
- Astrocaryum standleyanum L.H.Bailey (1933)

Selon Tropicos (29 décembre 2013) (Attention liste brute contenant possiblement des synonymes) :
- variété Astrocaryum standleyanum var. calimense Dugand